# バスティーユ牢獄
バスティーユ牢獄（バスティーユろうごく、仏: Bastille, Bastille Saint-Antoine、バスティーユ・サンタントワーヌ）は、17世紀から19世紀にかけて存在したフランス パリの牢獄。
元は1357年から建築開始された要塞だが、1659年以降は主に州の刑務所として使用され、1789年までに5,279人の囚人がその門を通過した。収容者の中には政治犯や精神病者なども含まれたため、旧体制（）支配の象徴とされた。
1789年のフランス革命勃発時に民衆により襲撃され（バスティーユ襲撃）、フランス共和主義の重要なシンボルとなった。革命後の1806年迄に解体され、現在はバスティーユ広場となっている。

## 用語
フランス語の「bastille」は「要塞」を意味するが、定冠詞を付け大文字でLa Bastilleと書いた場合は“パリのバスティーユ”を指す。要塞という意味に限定されず現在はこの広場付近の地区を指す語でもあるため、要塞であることを強調したい場合はla forteresse de la Bastille（ラ・フォルトレス・ド・ラ・バスティーユ）という表記をすることもある。
日本ではバスチーユの牢獄やバスティーユ監獄とも言う。

## 概要

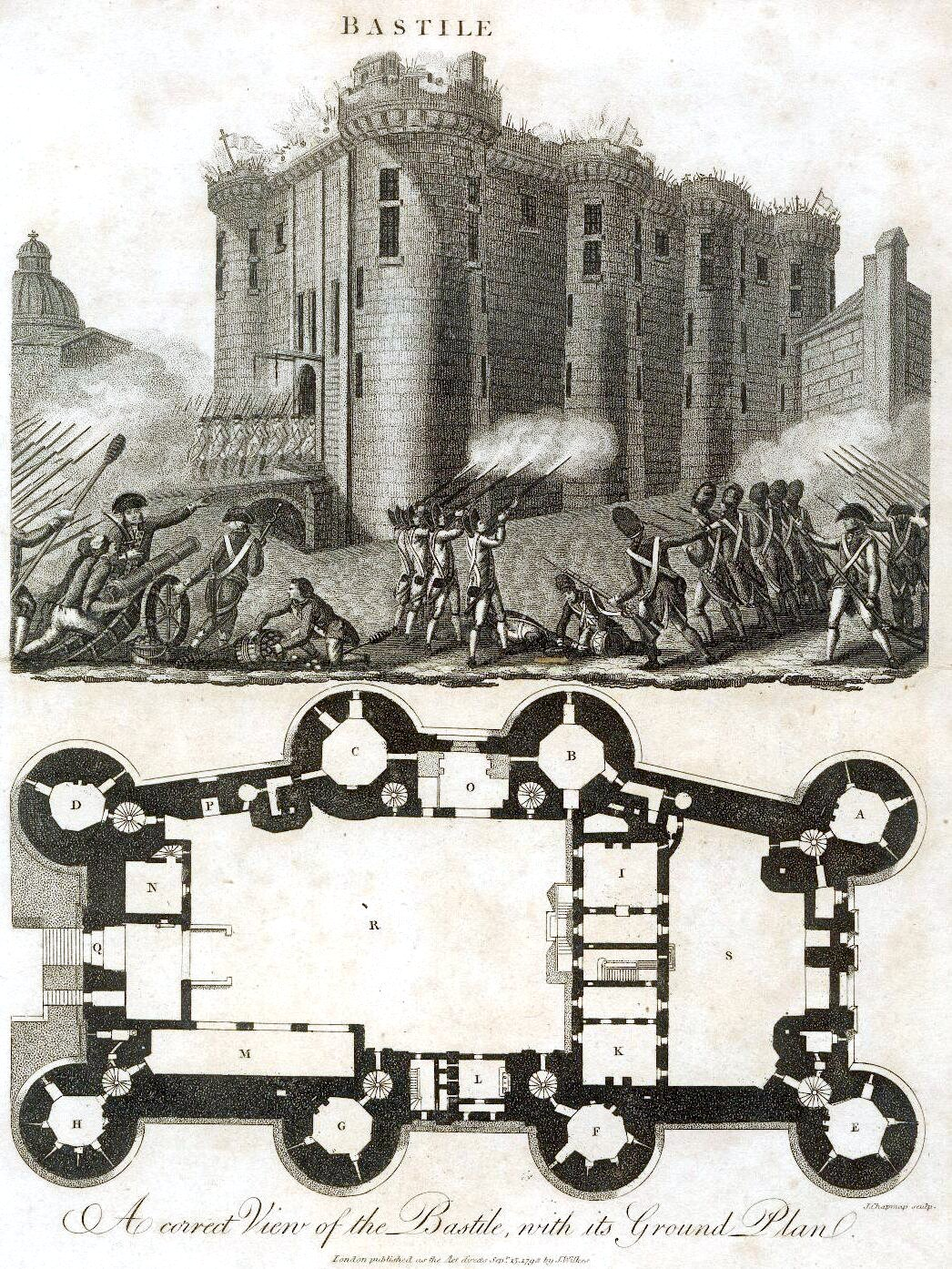
バスティーユの見取り図

フランス国内に3箇所あった国立刑務所の一つで、パリの東側を守る要塞として1370年に建設された。サンタントワーヌ地区にあるので、バスティーユ・サンタントワーヌ（Bastille Saint-Antoine）とも言う。
中世のパリ市は全周を城壁で囲まれた城郭都市であり、バスティーユはその内郭の一つにあたる。約30mの垂直の城壁と8基の塔を有し、周囲を堀で囲まれ、入口は2箇所の跳ね橋だけであった。その後、パリは人口が増加して城壁の外にも市街地が広がったことと、中世の構造物のためにバスティーユそのものが大砲の時代には軍事的価値を持たなくなったが、この侵入が困難で出入口が制限される構造が刑務所に向いていると判断された。
ここを国事犯の収容所としたのはルイ13世の宰相リシュリューであり、これ以降バスティーユには国王が自由に発行できる「勅命逮捕状」によって捕らえられた者（主に謀反を起こそうとした高官たち）が収容されるようになった。
ルイ14世の時代に、王政を批判した学者なども収容されるようになり、またこの頃から収容者の名前を公表しなくなったため、市民たちにいろいろと邪推されるようになった。
囚人がバスティーユに連行される際、馬車の窓にはカーテンがかけられ外から覗くことは不可能であり、さらに出所する際には監獄内でのことは一切しゃべらないと宣誓させられた。また牢獄内では名を名乗ることは禁じられ「○○号室の囚人」と呼ばれていた。
バスティーユは人間だけを収容するわけではなく、危険視された物は勅命逮捕状によっていかなる物でも収容された。有名な例としては「百科全書」が押収保管された事がある。
1776年から最後の要塞の司令官はベルナール・ルネ・ジュールダン・ド・ローネー侯爵 (Bernard-René de Launay) であった。バスティーユ襲撃後、要塞は解体処分された。

## 実態

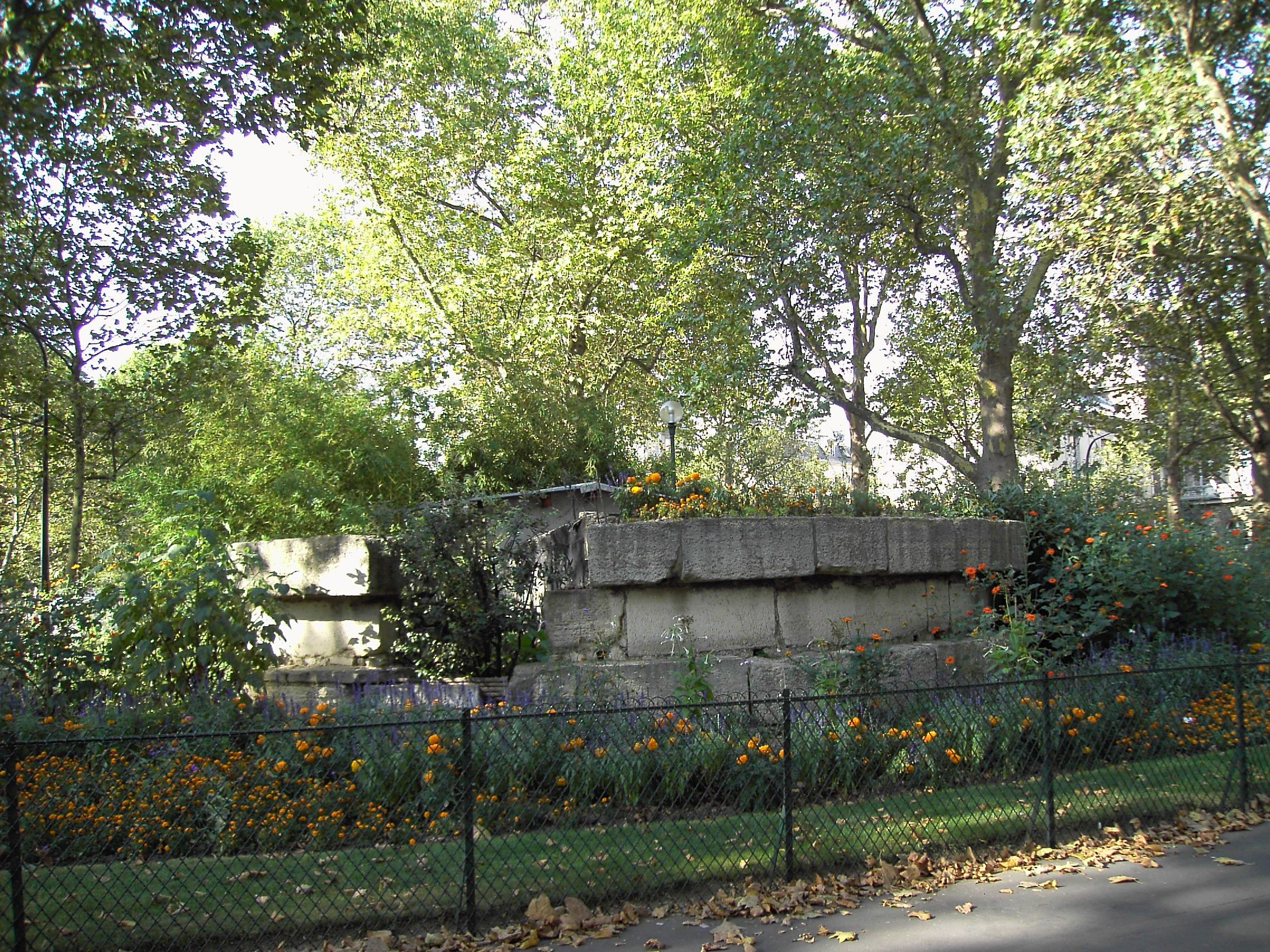
アンリ・ガリ公園にあるバスティーユ要塞の基盤遺構

一般に、バスティーユは残虐非道な監獄であると誤解されているが、実情はかなり異なる。部屋は5m四方であり、天井までは8mある。窓は7mの高さにあり、鉄格子がはまっているものの、外の光は十分に入り込む。また囚人は、愛用の家具を持ち込むこともでき、専属のコックや使用人を雇うことすら可能だった。食事も豪勢なものであり、昼食に3皿、夕食には5皿が出され、嫌いなものがあれば別のものを注文することができた。牢獄内ではどのような服装をしようが自由であり、好きな生地、好きなデザインで服をオーダーできた。また図書館、遊戯室なども完備されており、監獄内の囚人が病気などになった場合は国王の侍医が診察した。このため、他の監獄で病人が出たとき、病院ではなくバスティーユに搬送することがあった。このように環境が整っているため、出所期限が訪れても出所しなかったり、何ら罪を犯したわけでもない者が債権者から逃れるために入所したこともある。
1774年のルイ16世即位からバスティーユ襲撃の1789年まで、収容された人数は合計288人であるが、このうち12人が自ら望んで入所している。
要塞は革命後に解体が決定された。解体作業中はその石材で作ったバスティーユ牢獄のミニチュアを土産物として売る業者が横行し、カロン・ド・ボーマルシェやオノーレ・ミラボーがその様子を記録した。1806年に解体は完了した。
現在はバスティーユ広場となっており、広場中央には1830年7月革命の記念柱が立っている。広場に面しては、かつて郊外線のバスティーユ駅があったが、廃止後に解体され（1859年開業、1969年廃止、1984年解体）、1989年よりオペラ・バスティーユが建てられている。
現在はメトロ・バスティーユ駅の5号線Bobigny行きホームに、この要塞の壁の遺構の一部を見ることが出来る。またバスティーユ広場より少し離れたセーヌ川沿いのスクウェア・アンリ＝ガリ (fr:Square Henri-Galli) に、丸型の基盤の遺構の一部が移され保存されている。

## ギャラリー

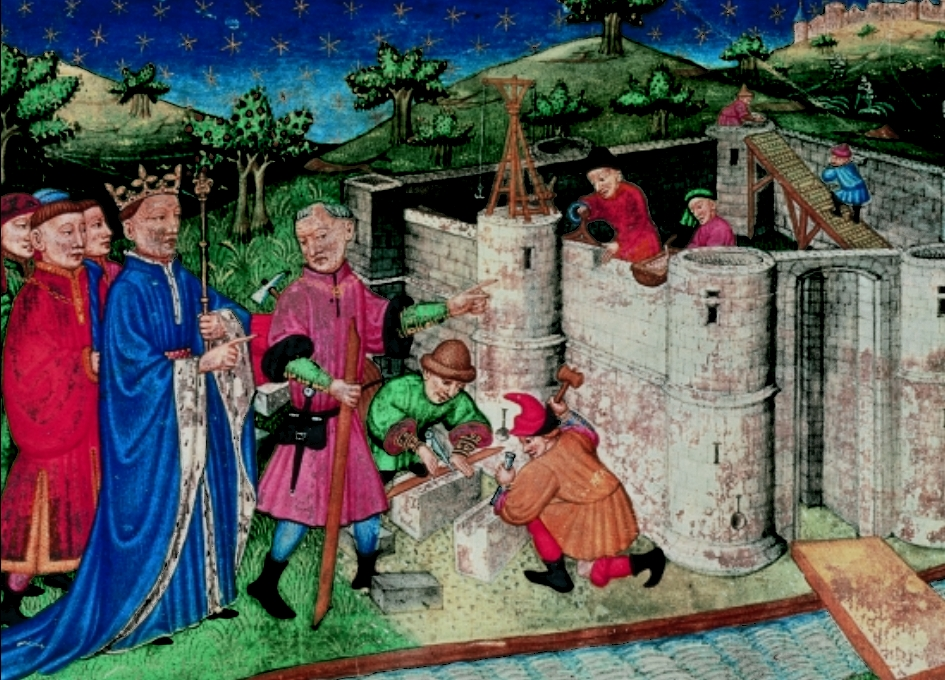
建設中のバスティーユを訪れる シャルル5世
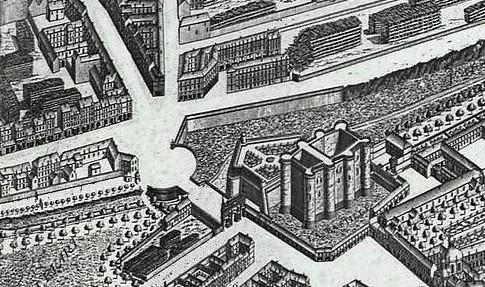
バスティーユ鳥観図 『テュルゴーのパリ地図（英語版）』より　1734年
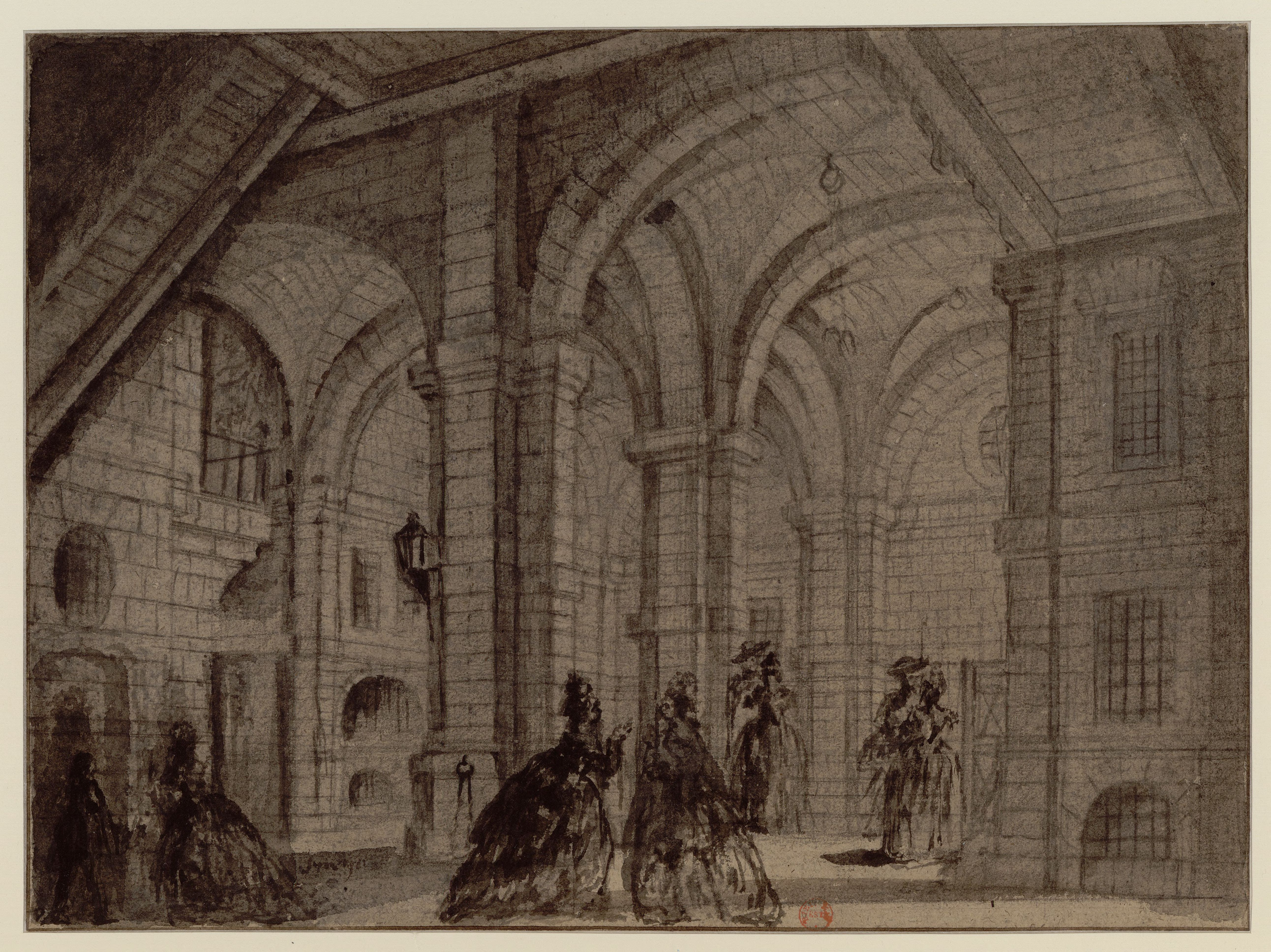
バスティーユの内部 フラゴナール画、1785年
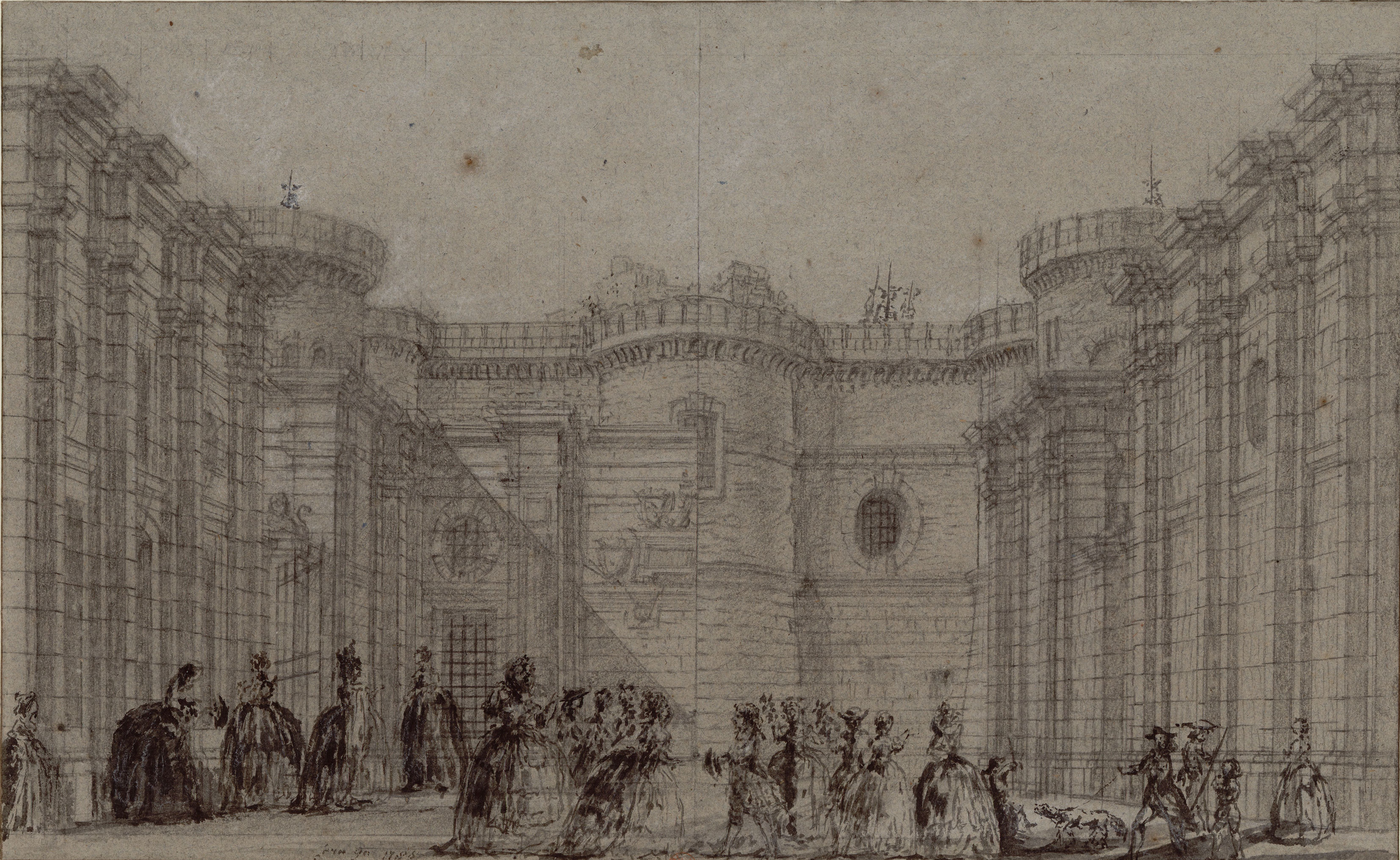
城壁内の中庭 フラゴナール画、1785年
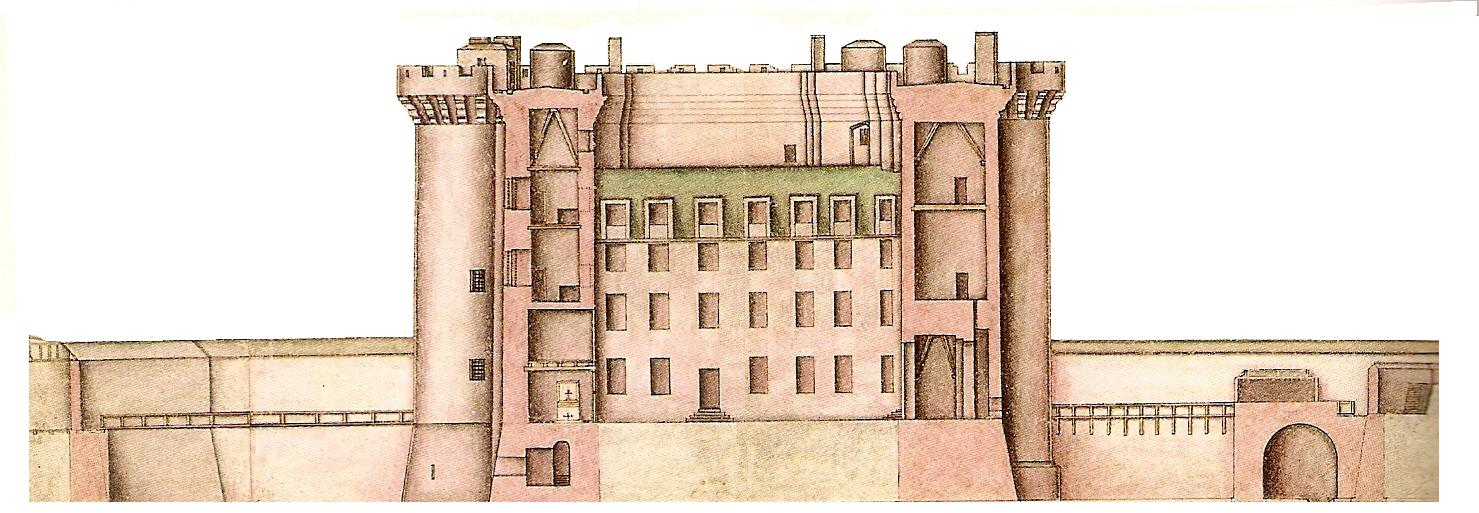
断面図（南側）作者不明　1750年
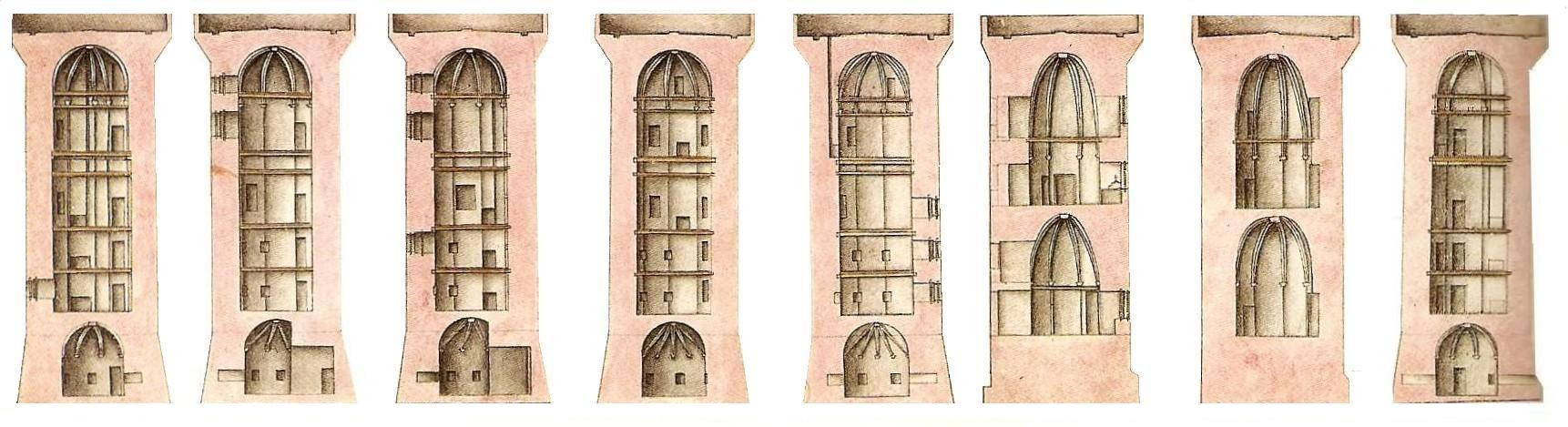
塔の断面図　作者不明　1750年
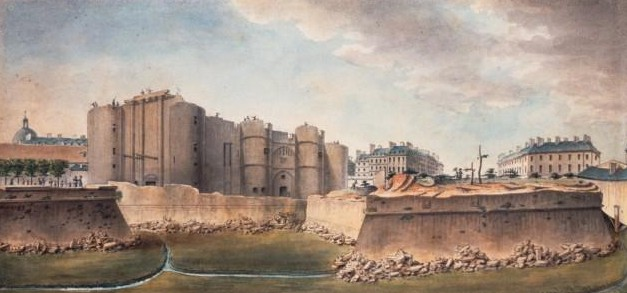
解体されるバスティーユ 作者不明　1789年　フランス国立図書館
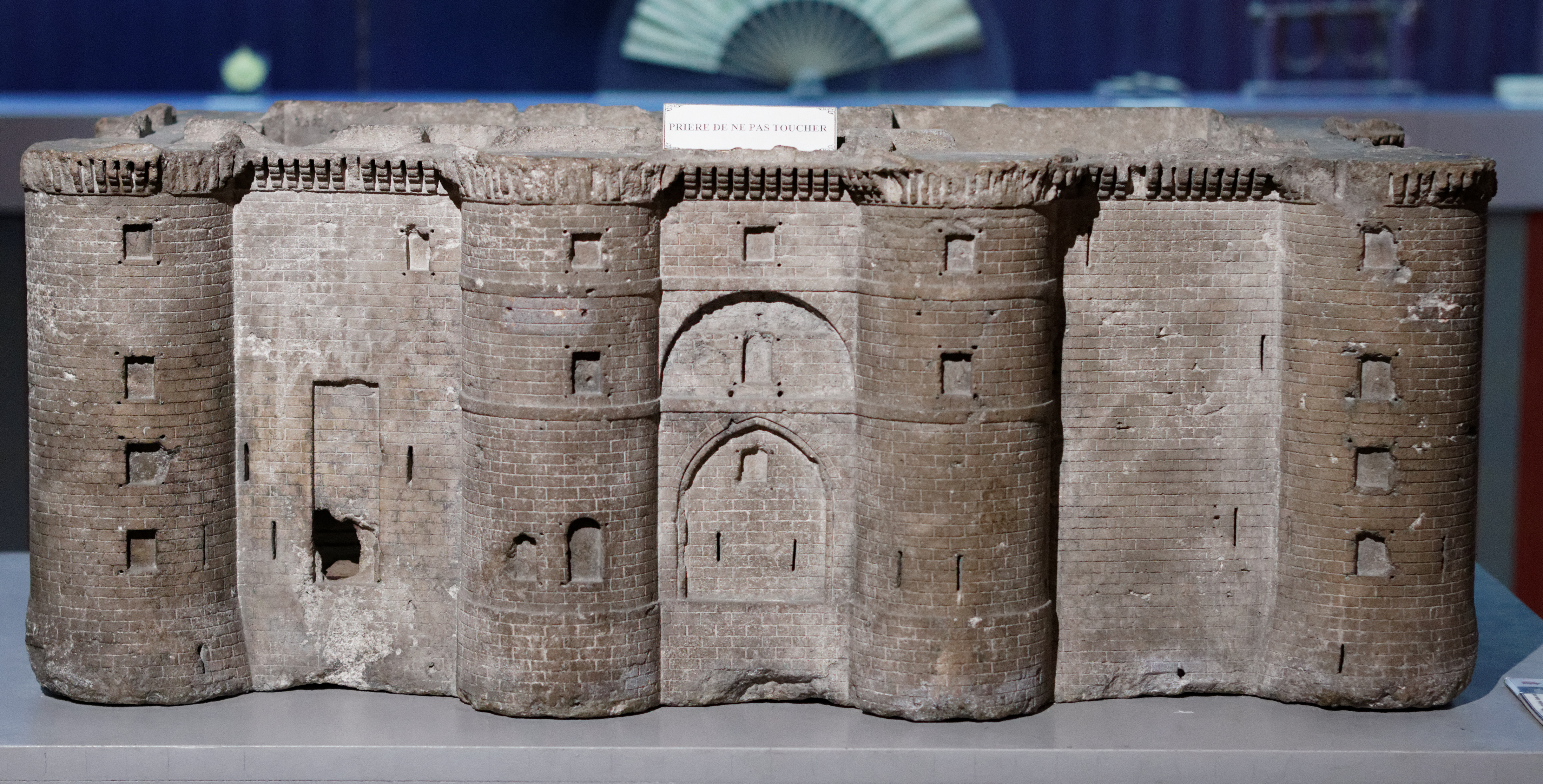
バスティーユの廃材から作られた模型 1789-90年　カルナヴァレ博物館
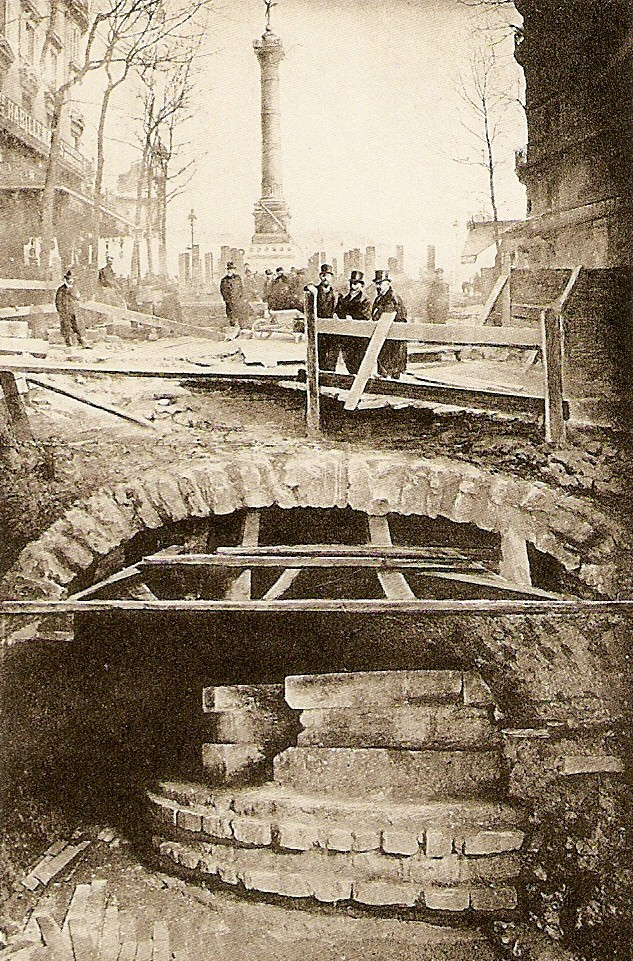
1899年の地下鉄工事の際発見されたバスティーユの基礎